# Esperanza (pel·lícula de 1988)
Esperanza és una pel·lícula mexicana del director rus-mexicà Sergio Olhovich estrenada en 1988. Va obtenir el Premi Ariel a la millor pel·lícula en 1989. Està basada en la vida de l'avi de Sergio Olhovich quan, a causa de la Revolució Russa, ha d'exiliar-se a Mèxic.

## Sinopsi
Amb només 19 anys Vladimir Olhosvky, fugint de la Revolució Russa, s'exilia a la Ciutat de Mèxic. Haurà d'obrir-se pas en el seu nou país, totalment desconegut per a ell, però que al final li ofereix una vida plena.

## Premis
En la XXXI edició dels Premis Ariel de 1989 va obtenir 8 nominacions, deixant escapar únicament l'Ariel de Plata a la millor ambientació (Gabriel Robles i Boris Burnistrov). Els premis obtinguts en aquest esdeveniment són:
- Ariel d'Or per millor pel·lícula per a Sergio Olhovich
- Ariel de plata per millor direcció per a Sergio Olhovich
- Ariel de plata per millor actor de quadre per a Claudio Brook
- Ariel de plata per millor argument original per a Sergio Olhovich
- Ariel de plata per millor guió cinematogràfic per a Valentín Ezhov i Sergio Olhovich
- Ariel de plata per millor edició per a Carlos Savage
- Ariel de plata per millor escenografia per a Fernando Ramírez i Boris Burnistrov